# Cam (Gloucestershire)
Cam è un villaggio e parrocchia civile dell'Inghilterra, appartenente alla contea del Gloucestershire.